# George Papageorgiou
George Papageorgiou (1956 körül – 2024. május 18.) amerikai amerikaifutball-játékos és -edző, 2000-től haláláig a Benedictine Ravens edzőhelyettese.

## Pályafutása

### Játékosként
A Washington Huskies fullbackjeként az 1978-as szezonban 11 játékon öt touchdownja volt.

### Edzőként
1983-ig a Washington Huskies, majd a Willamette Bearcats, 2000-től pedig a Benedictine Ravens munkatársa volt. 2022-ben az Amerikai Labdarúgóedzők Szövetsége az év edzőhelyettesének választotta.
1995 és 1999 között a Bethel Threshers vezetőedzői pozícióját töltötte be. 1996-ban a Kansas Collegiate Athletic Conference az év edzőjének választotta. 1999. november 3-án lemondott.

## Eredményei vezetőedzőként
| Szezon                                                   | Eredmény                                                 | Eredmény                                                 | Helyezés                                                 |
| Szezon                                                   | Összesen                                                 | Konferencia                                              | Helyezés                                                 |
| Bethel Threshers (Kansas Collegiate Athletic Conference) | Bethel Threshers (Kansas Collegiate Athletic Conference) | Bethel Threshers (Kansas Collegiate Athletic Conference) | Bethel Threshers (Kansas Collegiate Athletic Conference) |
| -------------------------------------------------------- | -------------------------------------------------------- | -------------------------------------------------------- | -------------------------------------------------------- |
| 1995                                                     | 4–5                                                      | 4–4                                                      | T–5.                                                     |
| 1996                                                     | 7–3                                                      | 7–1                                                      | 2.                                                       |
| 1997                                                     | 5–5                                                      | 4–4                                                      | T–4.                                                     |
| 1998                                                     | 0–10                                                     | 0–8                                                      | T–4.                                                     |
| 1999                                                     | 2–6                                                      | 2–5                                                      | –                                                        |
| Összesen:                                                | 18–29                                                    | 17–22                                                    | –                                                        |

## Fordítás
- Ez a szócikk részben vagy egészben  a   George Papageorgiou című angol Wikipédia-szócikk ezen változatának fordításán alapul.  Az eredeti cikk szerkesztőit annak laptörténete sorolja fel. Ez a jelzés csupán a megfogalmazás eredetét és a szerzői jogokat jelzi, nem szolgál a cikkben szereplő információk forrásmegjelöléseként.